# Amorphis
Amorphis é uma banda que mescla metal progressivo, folk metal e death metal da Finlândia formada por Jan Rechberger, Tomi Koivusaari e Esa Holopainen em 1990. No início da carreira a banda era de death metal, apesar de ainda utilizar vocais guturais em algumas músicas.

## História

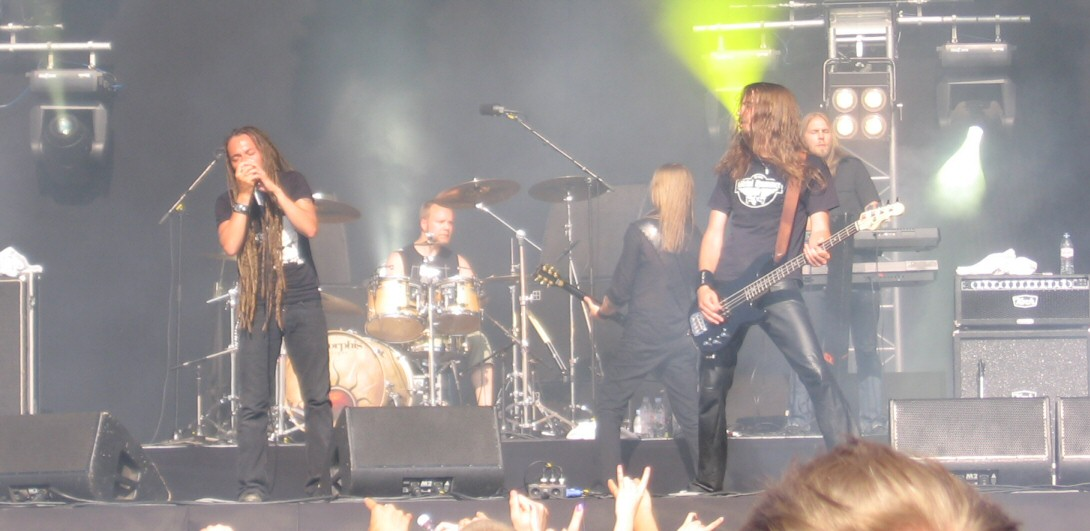
A banda em concerto no Tuska Open Air Metal Festival 2006

O grupo surgiu em 1990, após a dissolução das bandas Violent Solution, de Jan Rechberger (guitarra) e Esa Holopainen (bateria), e Abhorrence, de Tomi Koivusaari (vocal), com Oppu Laine completando a formação no baixo. A gravadora Relapse Records ofereceu um contrato após ouvir a demo de Abhorrence, que acabou assinando com os Amorphis. A banda lançou então a demo "Disment of Soul", em janeiro de 1991, seguido do single "Amorphis", que continha um cover dos Abhorrence para "Vulgar Necrolatry".
Em 1992 foi lançado o primeiro álbum do grupo, The Karelian Isthmus, baseado em influências de death metal. No ano seguinte surgiu o EP Privilege of Evil. Tales from the Thousand Lakes foi o segundo álbum, lançado em 1994, e o primeiro a apresentar influências de metal folk e progressivo. O álbum conceitual é baseado no conto finlandês Kalevala. Os vocais limpos ficaram a cargo de Ville Tuomi, enquanto Kasper Mårtenson gravou os teclados.
Kim Rantala assumiu os teclados durante a turnê. Pekka Kasari entrou no lugar do guitarrista e membro fundador Jan Rechberger. Pasi Koskinen também entrou na banda para dividir os vocais com Tomi. Com esta formação lançaram o terceiro disco; Elegy, de 1996, utilizando ainda a mitologia finlandesa como temática lírica. Após a turnê de Elegy a banda resolve dar uma pausa.